# 함대공 미사일
함대공 유도탄(艦對空誘導彈, 영어: ship-to-air missile, SAM)은 함정에서 발사되어 적 항공기를 격추시키는 대공 미사일이다.

## 대표적 함대공 미사일
- 해궁(2021년까지 전력화[1])

## 같이 보기
- 지대함유도탄
- 지대함유도탄
- 공대함유도탄